# 鳥栖スタジアム北部グラウンド
鳥栖スタジアム北部グラウンド（とすスタジアムほくぶグラウンド）は、佐賀県鳥栖市弥生が丘にある球技場。
Jリーグに所属するサガン鳥栖が主たる練習場として使用している。
一般には「鳥栖市北部グラウンド」と称されている。「鳥栖スタジアム北部グラウンド」の名称は鳥栖市の条例上の名称であり、サガン鳥栖のホームスタジアムである鳥栖スタジアム（駅前不動産スタジアム）の付属施設と位置づけられている。

## 建設の経緯
鳥栖市は1996年の鳥栖スタジアム開場以来、JリーグクラブならびにJリーグ入りを目指す鳥栖フューチャーズ・サガン鳥栖に対して施設の優先使用を行うなどの支援を行ってきた一方、クラブの専用練習場の確保にまでは至らなかった。こうした状況の打開のために、クラブ専用ではないものの週5日の練習日を確保できる施設として、1990年度から地域振興整備公団（現・都市再生機構）が整備を行っていた鳥栖北部丘陵新都市（通称「弥生が丘」）エリアの、中学校用地として鳥栖市土地開発公社が購入した場所に天然芝1面の市営グラウンドを整備したものである。
鳥栖市やサガン鳥栖の資金面の問題もあって、整備当時はグラウンドとプレハブの管理事務所があるのみで、後にプレハブ2階建てのサガン鳥栖選手用ロッカーが増設されたもののいわゆる「クラブハウス」と呼べるようなものではなく、選手は屋外にある簡易シャワーで練習後のクールダウンを行っている状況であった（鳥栖のFW豊田陽平は、この環境を「海の家みたいなところ」と称していた）。
そのような中、2013年度からJリーグクラブライセンス制度が導入されることになり、その中の必須項目として「クラブが年間を通じて使用できる屋内トレーニング施設・クラブハウス・メディカルルームがあること」が明記されることとなった。2011年シーズンのJ2で2位となりクラブ初のJ1昇格を果たしたサガンだったが、2012年のJ1所属18クラブのうち唯一専用練習場とクラブハウスと呼べる施設を持たなかったサガン鳥栖はこれらの整備の必要に迫られたことから、鳥栖市が主体となって北部グラウンド内にクラブハウスを整備し、同時に天然芝グラウンドの増設を行うことになった。整備事業の内容としてはクラブハウスの新築と天然芝グラウンドの増設で総事業費は4億6,900万円。鳥栖市が2億600万円、佐賀県が1億9,400万円を負担し、残りはスポーツ振興くじ (toto) の助成金を活用する。
整備事業は2012年10月17日に起工、翌年4月10日に落成式が行われた。2013年末で鳥栖スタジアムの命名権が満了となることを受けて、鳥栖スタジアムの新命名権とあわせて本施設にも命名権が導入される予定であったが、命名権応募がなかった（鳥栖スタジアムの命名権は従前の命名権者だったベストアメニティと随意契約）ため、見送りとなっている。

## 施設
天然芝2面のグラウンドを持つ。スタンドはなく、北側の観戦エリアから見学・観戦することになる。
クラブハウスは軽量鉄骨造り2階建てで延床面積は約900平方メートル。ロッカー室やトレーニング室のほか、マッサージ室、浴室などを備える。

## 利用
前述の通りサガン鳥栖の練習場としての利用が主となるが、芝生グラウンドについてはサガンが優先的に使用する運用が行われる一方で、日中は市民への貸し出しも行われる。市ではサッカーの他、ラクロスやグラウンドゴルフでの利用を想定している。
2024年に開催予定の第78回国民スポーツ大会（SAGA2024）サッカー競技（少年男子）の会場の一つとなっており、リハーサル大会である第59回全国社会人サッカー選手権大会でも会場の一つとして使用される。

## アクセス
- JR鹿児島本線 弥生が丘駅から1.5km、徒歩25分[1]。
- JR鹿児島本線 鳥栖駅からタクシー10分[1]。
- JR鹿児島本線 鳥栖駅・弥生が丘駅から西鉄バス佐賀「産業団地方面」行きで「北部グラウンド西」下車すぐ。
- 鳥栖筑紫野道路 柚比ICから約500m、鳥栖プレミアムアウトレットから900m。

## 参考資料
- 鳥栖市ホームゲーム集客支援本部『サガン鳥栖支援アクションプランVer.2012 (PDF)』（レポート）、2012年1月。2013年6月2日閲覧。